# Pena de muerte en Guinea Ecuatorial
La pena de muerte ya no es un castigo legal en Guinea Ecuatorial.
La última ejecución fue en 2014. Guinea Ecuatorial adoptó una moratoria de las ejecuciones para convertirse en miembro de pleno derecho de la Comunidad de Países de Lengua Portuguesa.
Actualmente no hay nadie en el corredor de la muerte en Guinea Ecuatorial, al 24 de mayo de 2022. No hubo sentencias de muerte dictadas en el país en 2021.

## Abolición
El 19 de septiembre de 2022, el presidente Teodoro Obiang Nguema Mbasogo firmó un nuevo código penal que abolió la pena de muerte, según un tuit enviado por el vicepresidente Teodoro Nguema Obiang Mangue.